# جراحة الثدي
جراحة الثدي هي نوع من أنواع الجراحة والتي تجرى على الثدي.
وتشمل الأنواع:
- إنقاص الثدي.
- زرع الثدي.
- استئصال الثدي.
- استئصال الكتلة.
- جراحة المحافظة على الثدي، هي عملية لسرطان أقل جذري من عملية استئصال الثدي.
- تثبيت الثدي.